# Woodborough (Wiltshire)
Pour les articles homonymes, voir Woodborough.
Woodborough est une paroisse civile et un village du Wiltshire, en Angleterre.